# Athénade
Athénades de Trachis est connu pour avoir tué Ephialtès qui avait trahi les Grecs à la bataille des Thermopyles (480 av. J.-C.).

## Histoire
La légende veut que la vengeance ne fut pas la cause de ce meurtre ; en effet, Athénades ignorait l'identité d'Ephialtès comme il ignorait que sa tête fût mise à prix.